# Kakistokrati
Kakistokrati (från grekiska: κάκιστος, "sämst", och grekiska: κράτος, "styre") betyder ett styre av de sämsta eller minst kvalificerade människorna, en form av regering där de värsta människorna sitter vid makten.